# Vyšný Orlík
Vyšný Orlík, russinisch Вишній Верлих/Wyschnij Werlych (bis 1965 slowakisch auch Vyšnyj Orlich; ungarisch Felsőodor – bis 1907 Felsőorlich) ist eine Gemeinde im Nordosten der Slowakei mit 385 Einwohnern (Stand 31. Dezember 2024), die im Okres Svidník, einem Kreis des Prešovský kraj sowie in der traditionellen Landschaft Šariš liegt.

## Geographie

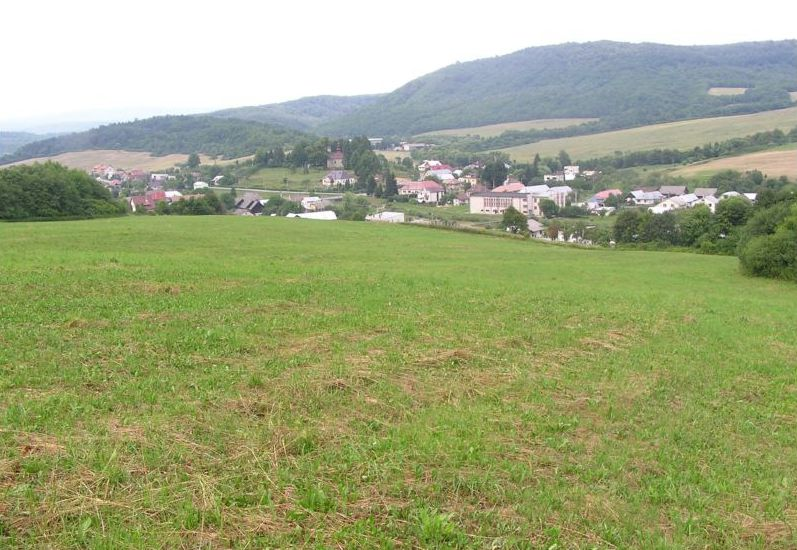
Vyšný Orlík

Die Gemeinde befindet sich in den Niederen Beskiden im Bergland Ondavská vrchovina, im Tal der Ondava. Das Ortszentrum liegt auf einer Höhe von 283 m n.m. und ist sieben Kilometer von Svidník entfernt (Straßenentfernung).
Nachbargemeinden sind Kečkovce im Norden, Nižný Orlík im Osten, Jurkova Voľa im Süden, Kurimka im Südwesten und Nižný Mirošov im Westen und Nordwesten.

## Geschichte
Vyšný Orlík entstand im 14. Jahrhundert auf dem Gemeindegebiet von Nižný Orlík nach deutschem Recht und wurde zum ersten Mal 1414 als Orly het altera Orlyh schriftlich erwähnt und war Teil der Herrschaft von Makovica. Weitere historische Bezeichnungen sind unter anderen Felsö Orlich (1618) und Wissny Orlich (1773). Im 18. Jahrhundert stand eine Poststation im Ort.
1787 hatte die Ortschaft 76 Häuser und 534 Einwohner, 1828 zählte man 96 Häuser und 710 Einwohner, die als Landwirte, Viehzüchter und Waldarbeiter beschäftigt waren. Während der Winterschlacht in den Karpaten um die Jahreswende 1914/15 fanden bei Vyšný Orlík Gefechte zwischen den österreichisch-ungarischen und russischen Truppen statt.
Bis 1918 gehörte der im Komitat Sáros liegende Ort zum Königreich Ungarn und kam danach zur Tschechoslowakei beziehungsweise heute Slowakei. Auch in der Zeit der ersten tschechoslowakischen Republik waren die Einwohner weiterhin in traditionellen Berufen tätig. Im Zweiten Weltkrieg wurde der Ort zum größten Teil zerstört und danach wieder aufgebaut. Ein Großteil der Einwohner pendelte zur Arbeit in Industriebetriebe in Bardejov, Svidník und Košice.

## Bevölkerung
| Jahr                | 1994 | 2004     | 2014    | 2024    |
| ------------------- | ---- | -------- | ------- | ------- |
| Anzahl der Personen | 367  | 413      | 376     | 385     |
| Unterschied         |      | +12,53 % | −8,95 % | +2,39 % |

| Jahr                | 2023 | 2024 |
| ------------------- | ---- | ---- |
| Anzahl der Personen | 385  | 385  |
| Unterschied         |      | +0 % |

Gemäß der Volkszählung 2011 wohnten in Vyšný Orlík 379 Einwohner, davon 213 Slowaken, 100 Russinen, 35 Roma und 17 Ukrainer. 14 Einwohner machten keine Angabe zur Ethnie.
185 Einwohner bekannten sich zur orthodoxen Kirche, 132 Einwohner zur griechisch-katholischen Kirche, 20 Einwohner zur römisch-katholischen Kirche, 12 Einwohner zu den Zeugen Jehovas, sechs Einwohner zu den Brethren und drei Einwohner zur Evangelischen Kirche A. B. 11 Einwohner waren konfessionslos und bei 10 Einwohnern wurde die Konfession nicht ermittelt.

## Bauwerke
- griechisch-katholische Kirche Himmelfahrt des Herrn im klassizistischen Stil aus den Jahren 1793–95[6]
- orthodoxe Kirche aus den Jahren 1934–35

## Verkehr
Durch Vyšný Orlík führt die Cesta I. triedy 77 („Straße 1. Ordnung“) zwischen Bardejov und Svidník.